# Tim Spehr
Timothy Joseph Spehr (né le 29 mars 1968 à Excelsior Springs, Missouri, États-Unis) est un receveur de baseball ayant joué dans les Ligues majeures de 1991 à 1999, notamment pour les Royals de Kansas City et les Expos de Montréal.

## Carrière de joueur
Tim Spehr est un choix de cinquième ronde des Royals de Kansas City en 1988. Il fait ses débuts dans le baseball majeur le 18 juillet 1991 pour les Royals. Après une saison 1992 passée dans les ligues mineures, il est échangé le 9 décembre suivant alors que Kansas City cède Spehr et le lanceur de relève Jeff Shaw aux Expos de Montréal en retour du lanceur partant Mark Gardner et d'un autre lanceur du nom de Doug Piatt.
receveur réserviste durant toute sa carrière dans les majeures, Spehr accomplit ce rôle durant quatre saisons chez les Expos, de 1993 à 1996. Durant cette période, il agit comme substitut à Darrin Fletcher.
Devenu agent libre après la saison 1996, il signe chez les Red Sox de Boston mais voit son contrat racheté avant le début du calendrier régulier par le club pour lequel il avait fait ses débuts, Kansas City. Il ne termine pas l'année chez les Royals, qui le libèrent de ce contrat en cours de route. Il complète 1997 avec les Braves d'Atlanta.
Il rejoint les Mets de New York en 1998 mais, pour une deuxième fois, les Royals rachètent son contrat et il effectue un troisième et dernier séjour à Kansas City, y jouant en 1998 et 1999. Avec 9 coups de circuit et 26 points produits en 60 matchs avec les Royals en 1999, sa dernière saison dans les majeures est sa meilleure en offensive.
Tim Spehr a disputé 363 parties en huit saisons dans le baseball majeur, 209 d'entre elles avec Montréal et 125 pour Kansas City. Sa moyenne au bâton en carrière est de ,198 avec 110 coups sûrs et 19 coups de circuit. Il totalise 76 points comptés et 72 points produits.